# Broad Town
 (septembre 2023).
Pour les articles homonymes, voir Broad.
Broad Town est une paroisse civile et un village du Wiltshire, en Angleterre.